# Tadeusz Jakubczyk
Tadeusz Piotr Jakubczyk (ur. 25 września 1954) – polski piłkarz, obrońca.
W pierwszej lidze występował w ROW Rybnik oraz w Ruchu. W barwach chorzowskiego klubu w 1979 został mistrzem Polski. W reprezentacji Polski wystąpił tylko raz, w rozegranym 12 listopada 1977 spotkaniu ze Szwecją, które Polska wygrała 2:1.